# موريس إديو
موريس إديو (بالإنجليزية: Maurice Edu) (من مواليد 18 أبريل 1986 في فونتانا) هو لاعب كرة قدم أمريكي وهو يلعب حاليا في نادي رينجرز الاسكتلندي.

## روابط خارجية
- موريس إديو على موقع الاتحاد الدولي (مؤرشف)  (الإنجليزية)
- موريس إديو على موقع اتحاد تركيا (لاعب) (الإنجليزية)
- موريس إديو على موقع الدوري الأمريكي (الإنجليزية)
- موريس إديو على موقع إي إس بي إن إف سي (الإنجليزية)
- موريس إديو على موقع قاعدة بيانات كرة القدم.إي يو (الإنجليزية)
- موريس إديو على موقع ناشيونال فوتبول تيمز (الإنجليزية)
- موريس إديو على موقع Soccerbase.com (لاعب) (الإنجليزية)
- موريس إديو على موقع Soccerway.com (الإنجليزية)
- موريس إديو على موقع عالم كرة القدم.نت (الإنجليزية)
- موريس إديو على موقع كووورة